# Селебрейшн (Флорида)
Селебрейшн (англ. Celebration) — статистически обособленная местность, расположенная в округе Осеола (штат Флорида, США) с населением в 11 860 человек по статистическим данным переписи 2010 года.

## География
По данным Бюро переписи населения США статистически обособленная местность Селебрейшн имеет общую площадь в 27,71 квадратных километров, водных ресурсов в черте населённого пункта не имеется.
Статистически обособленная местность Селебрейшн расположена на высоте 25 м над уровнем моря.

## Демография
По данным переписи населения 2010 года в Селебрейшнe проживало 11 860 человек, 716 семей, насчитывалось 952 домашних хозяйств и 1093 жилых дома. Средняя плотность населения составляла около 428 человек на один квадратный километр. Расовый состав населённого пункта распределился следующим образом: 93,57 % белых, 1,72 % — чёрных или афроамериканцев, 0,26 % — коренных американцев, 2,41 % — азиатов, 1,02 % — представителей смешанных рас, 1,02 % — других народностей. Испаноговорящие составили 7,60 % от всех жителей статистически обособленной местности.
Из 952 домашних хозяйств в 45,1 % воспитывали детей в возрасте до 18 лет, 66,5 % представляли собой совместно проживающие супружеские пары, в 6,3 % семей женщины проживали без мужей, 24,7 % не имели семей. 20,2 % от общего числа семей на момент переписи жили самостоятельно, при этом 3,6 % составили одинокие пожилые люди в возрасте 65 лет и старше. Средний размер домашнего хозяйства составил 2,82 человек, а средний размер семьи — 3,30 человек.
Население статистически обособленной местности по возрастному диапазону по данным переписи 2000 года распределилось следующим образом: 30,8 % — жители младше 18 лет, 5,1 % — между 18 и 24 годами, 30,8 % — от 25 до 44 лет, 26,4 % — от 45 до 64 лет и 6,9 % — в возрасте 65 лет и старше. Средний возраст жителей составил 37 лет. На каждые 100 женщин в Селебрейшнe приходилось 94,7 мужчин, при этом на каждые сто женщин 18 лет и старше приходилось 93,5 мужчин также старше 18 лет.
Средний доход на одно домашнее хозяйство статистически обособленной местности составил 74 231 доллар США, а средний доход на одну семью — 92 334 доллара. При этом мужчины имели средний доход в 51 250 долларов США в год против 46 650 долларов среднегодового дохода у женщин. Доход на душу населения статистически обособленной местности составил 74 231 доллар в год. Все семьи имели доход, превышающий уровень бедности, 6,2 % от всей численности населения находилось на момент переписи населения за чертой бедности, при том все жители младше 18 и старше 65 лет имели совокупный доход, превышающий прожиточный минимум.